# Marguerite S. Church

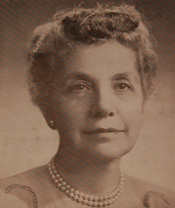
Marguerite S. Church

Marguerite Stitt Church (* 13. September 1892 in New York City; † 26. Mai 1990 in Evanston, Illinois) war eine US-amerikanische Politikerin. Von 1951 bis 1963 vertrat sie den Bundesstaat Illinois im US-Repräsentantenhaus.

## Werdegang
Marguerite Church besuchte die St. Agatha School in New York und danach von 1910 bis 1914 das Wellesley College in Massachusetts. Bis 1917 studierte sie dann an der Columbia University in New York. Zwischenzeitlich arbeitete sie als Lehrerin. In den folgenden Jahren war sie als Psychologin tätig. Sie heiratete den Kongressabgeordneten Ralph E. Church. Wie dieser wurde sie Mitglied der Republikanischen Partei.
Bei den Kongresswahlen des Jahres 1950 wurde Church im 13. Wahlbezirk von Illinois in das US-Repräsentantenhaus in Washington, D.C. gewählt, wo sie am 3. Januar 1951 die Nachfolge ihres verstorbenen Mannes antrat. Fünfmal wiedergewählt absolvierte sie bis zum 3. Januar 1963 sechs Legislaturperioden im Kongress. In diese Zeit fielen unter anderem der Koreakrieg und der Beginn der Bürgerrechtsbewegung. 1961 gehörte sie der amerikanischen Delegation bei der Generalversammlung der Vereinten Nationen an. Im folgenden Jahr verzichtete sie auf eine erneute Kongresskandidatur.
Im Juli 1964 nahm Church als Delegierte an der Republican National Convention in San Francisco teil. Sie war auch Mitglied im Bundesvorstand der Girl Scouts of America. Marguerite Church starb am 26. Mai 1990 in Evanston.